# Marc Kennedy
Marc Kennedy, född den 5 februari 1982 i Saint Albert, Kanada, är en kanadensisk curlingspelare.
Han tog OS-guld i herrarnas curlingturnering i samband med de olympiska curlingtävlingarna 2010 i Vancouver.